# Fiona Kolbinger
Fiona Kolbinger (nascida em 24 de maio de 1995) é uma ciclista e médica alemã de ultra-resistência. Ela foi a vencedora da Corrida Transcontinental em 2019, vencendo no tempo de 10 dias 2 horas e 48 minutos, com uma vantagem de mais de dez horas sobre o segundo colocado, Ben Davies. Ela foi a primeira mulher a vencer a corrida, superando mais de 224 homens e 40 mulheres.
Fiona Kolbinger estudou Medicina na Universidade de Heidelberg e é ex-aluna do Centro Alemão de Pesquisa do Câncer, onde fez doutorado na área de oncologia pediátrica.
Desde 2019, é residente cirúrgica no departamento de cirurgia visceral, toráxica e vascular do Hospital Universitário da Universidade Técnica de Dresden.
Ela foi reconhecida como uma das 100 mulheres mais inspiradoras do mundo, pela BBC, em 2019.